# Günter Korbmacher
Günter Korbmacher (* 4. Juli 1926 in Wanne-Eickel; † 26. Januar 2015 in Kleinmachnow) war ein deutscher Jurist und Vorsitzender Richter des Asylsenats am Bundesverwaltungsgericht. 

## Leben

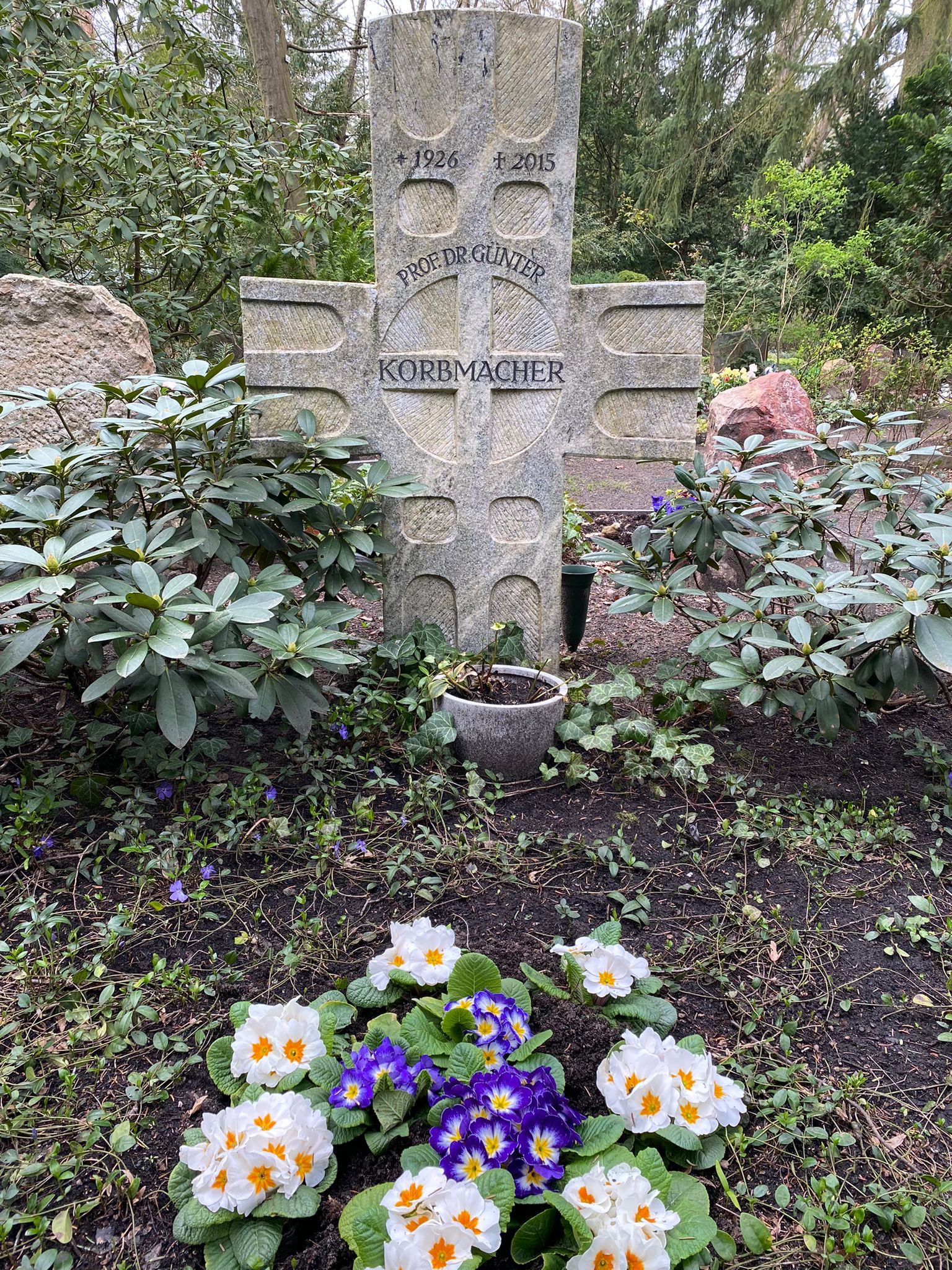
Grabstätte auf dem Parkfriedhof Lichterfelde

Korbmacher studierte nach dem Ende des Zweiten Weltkrieges Rechtswissenschaften in Tübingen und wurde dort 1956 mit der Arbeit Das Entnahmerecht des Okkupanten: Eine völkerrechtliche Untersuchung unter besonderer Berücksichtigung der Rechtsprechung der Nürnberger Militärtribunale unter den deutschen Besetzungen im 2. Weltkriege zum Doktor der Rechte promoviert. Später war er Richter am Verwaltungsgerichtshof Baden-Württemberg in Mannheim.
Im Jahre 1967 wurde er zum Richter am Bundesverwaltungsgericht ernannt. 1982 erfolgte seine Beförderung zum Vorsitzenden Richter am Bundesverwaltungsgericht. In dieser Funktion stand er dem für das Asylrecht zuständigen 9. Revisionssenat vor. Am 1. September 1987 wurde er vor seinem Haus in dem Berliner Villenviertel Lichterfelde bei einem Anschlag der linksextremistischen Terrorgruppe Revolutionäre Zellen durch Pistolenschüsse an den Beinen verletzt. 1991 trat er in den Ruhestand.
Korbmacher war seit Studentenzeiten Mitglied der katholischen Studentenverbindungen KDStV Sugambria (Jena) Göttingen (seit 1949) und AV Guestfalia Tübingen sowie Ehrenmitglied der KDStV Borusso-Saxonia Berlin im CV. Er war bis 2000 Mitglied der Juristischen Gesellschaft zu Berlin.
Sein ältester Sohn Christoph Korbmacher (* 1958) ist Professor für Vegetative Physiologie an der Universität Erlangen-Nürnberg, sein jüngerer Sohn Andreas Korbmacher (* 1960) Präsident des Bundesverwaltungsgerichts.
Günter Korbmacher erhielt seine letzte Ruhestätte auf dem Parkfriedhof Lichterfelde.